# Martynas Pocius
Martynas Pocius, né le 28 avril 1986 à Vilnius, dans la République socialiste soviétique de Lituanie, est un joueur lituanien de basket-ball, évoluant aux postes d'arrière et d'ailier (« swingman »).

## Biographie
En août 2014, Pocius signe un contrat d'un an avec un an en option avec le Galatasaray SK. Après une saison difficile individuellement et collectivement en Turquie, il quitte Istanbul et le 29 juillet 2015, il paraphe une nouvelle fois un contrat avec Zalgiris Kaunas pour son troisième passage au club en carrière.

## Palmarès

### Palmarès en sélection nationale
- Championnat du monde
  -  3e du championnat du monde 2010
- Championnat d'Europe
  -  Médaille d'argent au Championnat d'Europe 2013

### Palmarès en club
- Vainqueur de la ligue baltique 2010 et 2011 (Žalgiris Kaunas)
- Champion de Lituanie 2011 et 2014
- Vainqueur de la Coupe du Roi 2012
- Vainqueur de la Supercoupe d'Espagne 2012
- Champion d'Espagne 2013